# Peter Serafinowicz
Peter Szymon Serafinowicz (Liverpool, 10 luglio 1972) è un attore, doppiatore, comico, sceneggiatore e regista britannico, conosciuto per aver doppiato Darth Maul in Star Wars - Episodio I - La minaccia fantasma.

## Biografia
Peter Serafinowicz è nato a Liverpool il 10 luglio 1972 da madre inglese e da  padre di origini polacche e bielorusse. Nel 2007 ha destato molto stupore e sconcerto la rivelazione che il nonno di Serafinowicz, il bielorusso allora residente nel Regno Unito Szymon Serafinowicz Sr., era stato indagato nel 1991 da una corte britannica per presunti crimini commessi contro ebrei durante l'occupazione nazista della Bielorussia nella seconda guerra mondiale, durante la quale era un ufficiale di polizia. Il processo non si è mai concluso, poiché egli è stato trovato incapace di intendere e di volere a causa del progredire della malattia di Alzheimer nel 1997, morendo poco dopo.
È sposato con l'attrice Sarah Alexander, con la quale ha due figli.

### Carriera
Dopo aver partecipato a molte trasmissioni radiofoniche, Serafinowicz recita nel 1999, a fianco di Simon Pegg, nella sitcom di Channel 4 Spaced. Nel 2003 appare anche nella sitcom Hardware, per poi recitare per la prima volta sul grande schermo sempre a fianco dell'amico Simon Pegg ne L'alba dei morti dementi, del 2004. Lo stesso anno, ha anche recitato nel film con Orlando Bloom The Calcium Kid.
Dopo aver attirato l'attenzione su di sé grazie ad alcuni video parodistici caricati su Internet, la BBC gli ha commissionato il pilot di quello che sarebbe poi diventato The Peter Serafinowicz Show, per il quale è stato candidato nel 2008 come miglior presentatore al Festival della Rosa d'oro e nel 2009 ai British Academy Television Awards come Miglior Programma Comico.
Nel 2010 Serafinowicz ha debuttato alla regia dirigendo il videoclip della canzone degli Hot Chip I Feel Better, per poi dirigere, nel 2012, anche quello della canzone Night & Day, interpretato, fra gli altri, da Lara Stone e da Terence Stamp. Nel 2013 ha diretto il suo primo film, I See What You Did There, che ha scritto con Danny Wallace.
Insieme a David Tennant, David Prowse, Jeremy Bulloch e ad altri, Serafinowicz è uno degli attori ad aver recitato sia in una pellicola della saga di Star Wars sia in un episodio della serie televisiva Doctor Who, avendo doppiato Darth Maul in Star Wars: Episodio I - La minaccia fantasma e avendo interpretato il Re Pescatore nell'episodio Prima del diluvio.

## Filmografia parziale

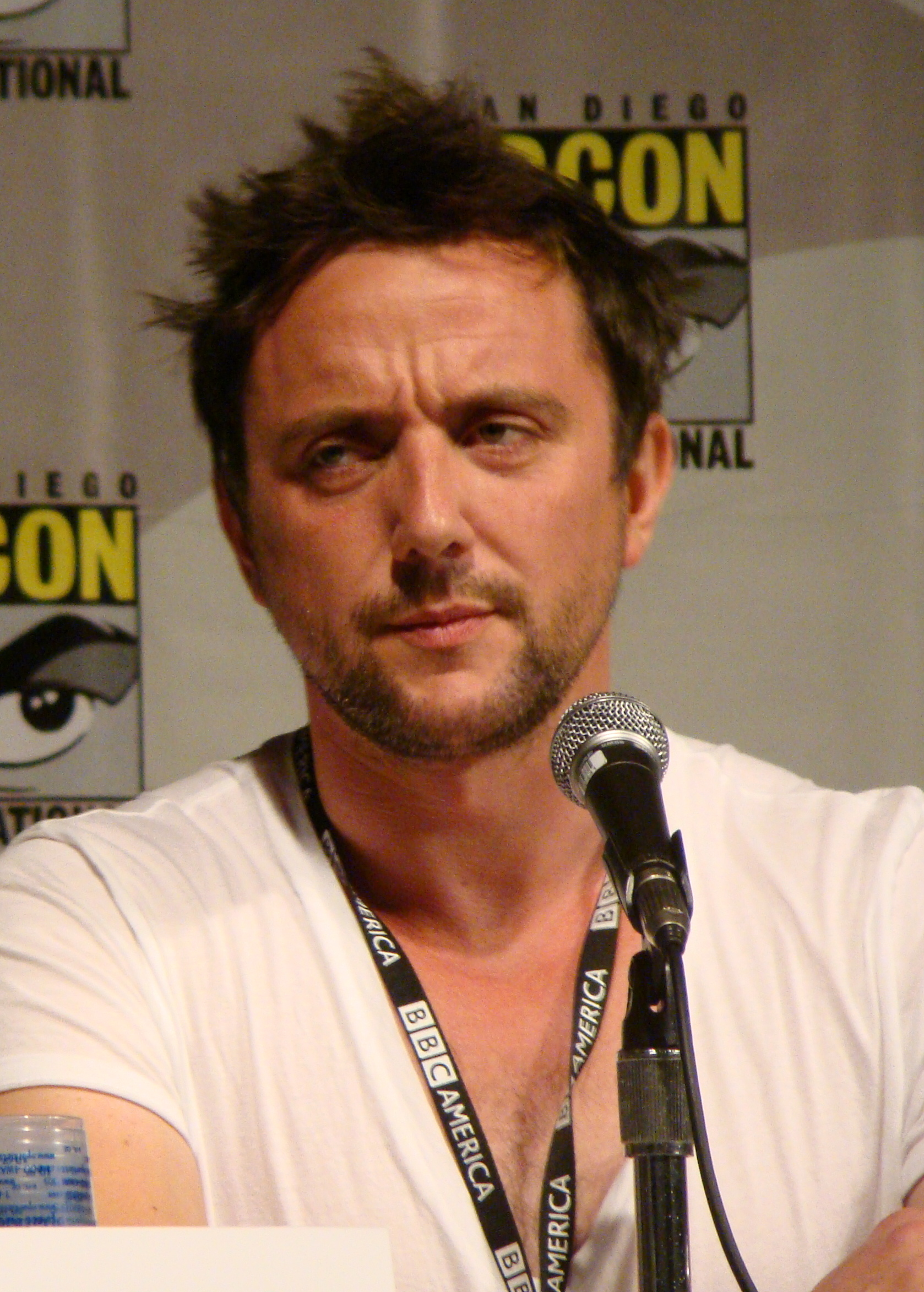
Peter Serafinowicz al San Diego Comic-Con 2010

### Attore

#### Cinema
- Magiche leggende (The Magical Legend of the Leprechauns), regia di John Henderson (1999)
- Hello Friend, regia di Graham Linehan (2003)
- L'alba dei morti dementi (Shaun of the Dead), regia di Edgar Wright (2004)
- The Calcium Kid, regia di Alex De Rakoff (2004)
- Il ritorno di Mr. Ripley (Ripley Under Ground), regia di Roger Spottiswoode (2005)
- Sixty Six, regia di Paul Weiland (2006)
- Don't, episodio di Grindhouse, regia di Edgar Wright (2007)
- Run Fatboy Run, regia di David Schwimmer (2007)
- L'isola delle coppie (Couples Retreat), regia di Peter Billingsley (2009)
- The Best and the Brightest, regia di Josh Shelov (2010)
- Killing Bono, regia di Nick Hamm (2011)
- La fine del mondo (The World's End), regia di Edgar Wright (2013)
- Muppets 2 - Ricercati (Muppets Most Wanted), regia di James Bobin (2014)
- Guardiani della Galassia (Guardians of the Galaxy), regia di James Gunn (2014)
- Spy, regia di Paul Feig (2015)
- John Wick - Capitolo 2 (John Wick: Chapter 2), regia di Chad Stahelski (2017)
- Insospettabili sospetti (Going in Style), regia di Zach Braff (2017)
- Un uomo ordinario (An Ordinary Man), regia di Brad Silberling (2017)
- Nella bolla (The Bubble), regia di Judd Apatow (2022)
- L'accademia del bene e del male (The School for Good and Evil), regia di Paul Feig (2022)

#### Televisione
- Smack the Pony – serie TV, 2 episodi (1999)
- Spaced – serie TV, 3 episodi (1999-2001)
- Black Books – serie TV, episodio 1x05 (2000)
- Look Around You – programma TV, 15 episodi (2002-2005)
- Little Britain – serie TV, 1 episodio (2003)
- Quite Interesting – programma TV, 1 episodio (2003)
- Hardware – serie TV, 12 episodi (2003-2004)
- Miss Marple (Agatha Christie's Marple) – serie TV, episodio 2x01 (2006)
- IT Crowd – serie TV, 2 episodi (2006)
- The Peter Serafinowicz Show – programma TV, 7 episodi (2007-2008)
- Whitechapel – serie TV, 3 episodi (2010)
- NTSF:SD:SUV:: – serie TV, 21 episodi (2011-2013)
- Childrens Hospital – serie TV (4x07) (2012)
- Parks and Recreation – serie TV, 3 episodi (2013-2015)
- Doctor Who – serie TV, episodio 9x04 (2015)
- The Tick – serie TV, 22 episodi (2016-2019)
- Infiltrati alla Casa Bianca - White House Plumbers (White House Plumbers) – miniserie TV, puntata 5 (2023)
- L'ispettore Barnaby (Midsomer Murders) – serie TV, episodio 24x01 (2023)
- The Gentlemen – serie TV, 2 episodi (2024)

### Doppiatore
- Star Wars - Episodio I - La minaccia fantasma (Star Wars: Episode I - The Phantom Menace), regia di George Lucas (1999)
- South Park – serie TV, episodi 10x01, 18x08 (2006, 2014)
- Archer – serie TV, episodio 2x06 (2011)
- American Dad! – serie TV, episodio 9x02 (2012)
- Lego City Undercover – videogioco (2013)
- Adventure Time – serie TV, episodio 6x09 (2014)
- Gravity Falls – serie TV, episodio 2x07 (2014)
- Sing, regia di Garth Jennings (2016)
- Rick and Morty – serie TV, episodio 3x03 (2017)
- His Dark Materials - Queste oscure materie (His Dark Materials) – serie TV, episodi 1x04-1x07 (2019)
- Sing 2 - Sempre più forte, regia di Garth Jennings (2021)
- Aqua Teen Forever: Plantasm, regia di Matt Maiellaro e Dave Willis (2022)
- Galline in fuga - L'alba dei nugget (Chicken Run: Dawn of the Nugget), regia di Sam Fell (2023)
- What If...? - serie animata, episodio 2x01 (2023)

## Doppiatori italiani
Nelle versioni in italiano delle opere in cui ha recitato, Peter Serafinowicz è stato doppiato da:
- Alessio Cigliano in L'isola delle coppie, The Tick, The Gentlemen
- Roberto Pedicini in Miss Marple
- Sandro Acerbo in Sixty Six
- Fabrizio Pucci in Whitechapel
- Mario Cordova in Guardiani della Galassia
- Pino Insegno in Spy
- Massimo De Ambrosis in John Wick - Capitolo 2
- Christian Iansante in Insospettabili sospetti
- Carlo Petruccetti in Un uomo ordinario
- Simone D'Andrea in Miracle Workers
- Oreste Baldini in Nella bolla
- Marcello Cortese in Opening Night
- Roberto Gammino in L'accademia del bene e del male
- Guido Di Naccio in Infiltrati alla Casa Bianca - White House Plumbers

Da doppiatore è sostituito da:
- Valerio Sacco in Star Wars - Episodio I - La minaccia fantasma
- Cesare Rasini in LEGO City Undercover (Forrest Blackwell)
- Oliviero Corbetta in LEGO City Undercover (Jethor Haynes)
- Mario Zucca in LittleBigPlanet 3
- Pino Insegno in Sing
- Roberto Draghetti in His Dark Materials - Queste oscure materie
- Stefano Alessandroni in Sing 2 - Sempre più forte
- Raffaele Palmieri in What If...?
- Massimo De Ambrosis in Galline in fuga - L'alba dei nugget
- Dario Oppido in Il prodigioso Maurice